# Lepanthes pseudomucronata
Lepanthes pseudomucronata är en orkidéart som beskrevs av L.Jost och Carlyle August Luer. Lepanthes pseudomucronata ingår i släktet Lepanthes och familjen orkidéer.
Artens utbredningsområde är Ecuador. Inga underarter finns listade i Catalogue of Life.